# Azjatycka Dywizja Konna
Azjatycka Dywizja Konna (ros. Азиатская конная дивизия), nazywana też Partyzancką Dywizją Konną lub Konno-Azjatycką Dywizją – jednostka wojskowa kawalerii złożona z białych Rosjan, Kozaków bajkalskich, Buriatów, Baszkirów, Tatarów, Tybetańczyków, Mongołów, Chińczyków i Japończyków działająca na rosyjskim Dalekim Wschodzie i Mongolii w latach 1919–1921.

## Historia
Między lipcem a wrześniem 1919 roku na rosyjskim Dalekim Wschodzie została sformowana Azjatycka Dywizja Konna. Wchodziła w skład Korpusu Azjatyckiego Armii Dalekowschodniej atamana Grigorija Siemionowa. Składała się z trzech brygad: 1 i 2 brygady konnej oraz brygady konno-artyleryjskiej. Na jej czele stanął gen. Roman von Ungern-Sternberg. Na początku listopada 1919 roku dywizja została rozformowana, a na jej bazie utworzone dwie samodzielne brygady konne: azjatycka i mongolsko-buriacka. W tym czasie gen. Ungern opracował plan zajęcia terytorium Mongolii, wyparcia stamtąd sił chińskich i samemu przejęcia władzy. W tym celu zawarł sojusz z przedstawicielami mongolskiej arystokracji. Jesienią 1919 r. jego wojska przekroczyły granicę mongolską. Za ten samowolny czyn zostały one wykluczone ze stanu Armii Dalekowschodniej. Generałowi von Ungern-Sternbergowi podporządkowały się inne rosyjskie i kozackie białe oddziały wojskowe w Mongolii – pułkownika N. N. Kazagrandi, atamana Kozaków jenisejskich I. G. Kazancewa i esauła A. P. Kajgorodowa. Na początku lutego 1920 r. Azjatycka Brygada Konna została przekształcona z powrotem w Azjatycką Dywizję Konną w składzie 1 i 2 brygady konnej. W skład 2 brygady weszła dotychczas samodzielna buriacka brygada konna. Liczebność wahała się w granicach od 3500 do 7000 żołnierzy. Większość z nich stanowili Azjaci. Uzbrojenie było bardzo zróżnicowane.
W pierwszych dniach lutego 1920 roku dywizja zaatakowała chińskie wojska republikańskie, zajmujące stolicę Mongolii Urgę, zdobywając miasto. Z niewoli chińskiej został oswobodzony świecki i religijny władca Mongolii Bogda Chan. W dowód wdzięczności nadał gen. von Ungern-Sternbergowi tytuł wana i chana oraz uczynił go głównodowodzącym wojskami mongolskimi. Wprawdzie dowódca dywizji pod koniec lutego formalnie przywrócił władzę Bogda Chanowi, lecz faktycznie sam stał się dyktatorem Mongolii, prowadząc z jej terytorium działania wojenne przeciwko Chińczykom i bolszewikom. Z pomocą mongolskich feudałów przeprowadził pobór rekrutów, zbrojenie i szkolenie tworzonej armii. Początkowo wraz z oddziałami mongolskimi odparł atak 10-tysięcznego korpusu chińskiego. Wojska gen. Ungerna dawały się jednak ludności mongolskiej coraz bardziej we znaki z powodu licznych grabieży, zabójstw, gwałtów. Tymczasem przeciwko nim wystąpiły wojska bolszewickie, w liczbie ok. 175 tys. ludzi, wezwane na pomoc przez mongolskich komunistów z Mongolskiej Partii Ludowej. Generał Ungern uprzedził ofensywę, pierwszy atakując zajęte przez bolszewików obszary Przymorza. Główne uderzenie kawalerii pod jego komendą skierowane było na Kiachtę (Troickosawsk). Jednakże po początkowych sukcesach przewaga bolszewików zmusiła siły Ungerna do odwrotu do Mongolii. Pomimo tego nad jeziorem Gęsim zdołały zniszczyć nieprzyjacielski batalion. W wyniku ciężkich walk poniosły jednak duże straty i częściowo zostały rozbite, zaś dowódca odniósł poważną ranę. Pod koniec lipca wojska bolszewickie zdobyły Urgę. Plany gen. Ungerna runęły, gdyż nie poparła go miejscowa ludność, a także nie otrzymał obiecywanej pomocy od Japończyków. W tej sytuacji zamierzał przezimować w zachodniej części Mongolii, a następnie przedostać się na Krym, aby połączyć się z armią gen. Piotra Wrangla. Przeszkodził temu bunt części kadry oficerskiej, która 17 sierpnia zabiła gen. Borisa Riezuchina, zaufanego towarzysza i zastępcę gen. Ungerna, a potem ostrzelała namiot samego dowódcy. Raniony, zdołał dotrzeć do obozu byłego sojusznika księcia Sunduj-Guna, lecz ten kazał go związać i przekazał komunistom. 15 września w Nowonikołajewsku doszło do jego procesu, na którym został skazany na karę śmierci.

## Struktura organizacyjna

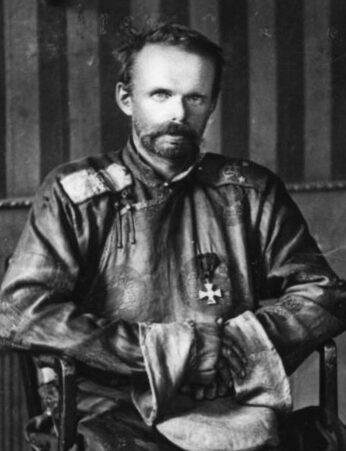
Roman Ungern von Sternberg

- dowódca – generał-lejtnant baron Roman von Ungern-Sternberg
- szef sztabu – płk Iwanowski
- 1 brygada kawaleryjska
  - pułk im. atamana Annienkowa
  - daurski pułk konny
  - pułk mongolsko-buriacki – d-ca starszina Tapchajew
- 2 brygada kawaleryjska – d-ca gen. mjr Boris Riezuchin, od 20 sierpnia 1921 r. płk Kostierin
  - pułk tatarski
  - pułk baszkirski
- dywizjon mongolski – d-ca książę Sunduj-Gun
- oddział Chińczyków z Chacharu – d-ca Najden-Gun
- sotnia tybetańska
- oddział ochotników chińskich
- oddział ochotników japońskich
- samodzielny oddział karabinów maszynowych
- bateria artylerii (kilka dział)
- samochodowa kompania transportowa
- oddział lotniczy (5 samolotów)